# Gheorghe Bolfa
Gheorghe Bolfa (în rusă Георгий Болфа; n. 4 aprilie 1920, Copanca, raionul Slobozia, Nistrenia – d. 1983, Copanca, raionul Slobozia, RSS Moldovenească, URSS) a fost un om de stat și politician sovietic moldovean, Erou al Muncii Socialiste (1966).

## Biografie
S-a născut în ținutul Tiraspol din gubernia Herson, în perioada existenței efemerei Republici Populare Ucrainene (actualmente în Transnistria, Republica Moldova). A devenit membru al PCUS în 1949.
Din 1940, a fost implicat în activitatea economică, socială și politică. Între anii 1940–1980 a deținut mai multe posturi, începând cu simplu muncitor, ulterior, șef al unei case de cultură, muncitor la construcția căii ferate și președinte al fermei colective „Lenin” din Copanca.
Prin decretul prezidiului Sovietului Suprem al URSS din 30 aprilie 1966, i s-a acordat titlul de Erou al Muncii Socialiste cu acordarea Ordinului Lenin și medalia de aur „Secera și Ciocanul”.
A fost ales deputat al Sovietului Suprem al RSS Moldovenești al celei de-a III-a și a IV-a convocări, al Sovietul Suprem al URSS al celei de-a V-a și a VI-a convocări.
A murit în 1983.